# Hemitriccus
Hemitriccus är ett fågelsläkte i familjen tyranner inom ordningen tättingar.

## Arter i släktet
Släktet omfattar 22 arter med utbredning i Sydamerika från nordöstra Colombia till centrala Argentina:
- Mindre todityrann (H. minor)
- Yungastodityrann (H. spodiops)
- Acretodityrann (H. cohnhafti)
- Bambutodityrann (H. flammulatus)
- Bambutodityrann (H. diops)
- Brunbröstad todityrann (H. obsoletus)
- Båtnäbbad todityrann (H. josephinae)
- Vitögd todityrann (H. zosterops)
- Vitbukig todityrann (H. griseipectus)
- Glasögontodityrann (H. orbitatus)
- Amazontodityrann (H. iohannis)
- Streckbröstad todityrann (H. striaticollis)
- Pungtodityrann (H. nidipendulus)
- Pärltodityrann (H. margaritaceiventer)
- Vitsandstodityrann (H. inornatus)
- Dvärgtodityrann (H. minimus)
- Svartstrupig todityrann (H. granadensis)
- Kanelbröstad todityrann (H. cinnamomeipectus)
- Beigebröstad todityrann (H. mirandae)
- Ockratodityrann (H. kaempferi)
- Beigestrupig todityrann (H. rufigularis)
- Svalstjärtad todityrann (H. furcatus)

## Familjetillhörighet
Släktet behandlas vanligen som en del av familjen tyranner. Vissa taxonomiska auktoriteter har dock valt att dela upp tyrannerna i flera familjer efter DNA-studier som att tyrannerna består av fem klader som skildes åt redan under oligocen. Hemitriccus förs då till familjen Pipromorphidae.